# Dangerzone
Dangerzone ist das zehnte Lied der estnischen Pop-Rock-Girlgroup Vanilla Ninja, das als Single veröffentlicht wurde. Es erschien am 21. April 2006 in Deutschland, Österreich, Estland, Polen und der Schweiz.

## Produktion und Video
Lenna Kuurmaa ist auch bei Dangerzone die Leadsängerin. Der Song wurde von Kent Larsson und Kiko Masbaum produziert, wobei Henrik Kersten und Jens Rodenberger als Co-Produzenten mitwirkten. Geschrieben wurde das Stück von Michelle Leonard, Lenna Kuurmaa, Martin Fliegenschmidt und Florian Peil.
Das Foto, das auf der Single zu sehen ist, wurde von Valéry Kloubert erstellt. Die Regie beim Videodreh übernahmen Jeffrey Lisk und Bernd Possardt. Es wurde vom 23. bis zum 24. März 2006 in Südafrika gedreht.

## Chartplatzierungen
| ChartsChartplatzierungen | Höchstplatzierung | Wochen |
| ------------------------ | ----------------- | ------ |
| Deutschland (GfK)        | 21 (9 Wo.)        | 9      |
| Österreich (Ö3)          | 23 (8 Wo.)        | 8      |
| Schweiz (IFPI)           | 18 (8 Wo.)        | 8      |

## Rezeption
Norbert Schiegl von amazon.com sagt zum Song: Bereits mit Dangerzone … ließen Vanilla Ninja erkennen, dass sie nicht gewillt sind, so schnell aufzugeben.